# Бедар, Луиза
Луи́за Беда́р (фр. Louise Bédard, 26 мая 1955, Драммондвилл, Квебек, Канада) — канадская танцовщица и хореограф, представительница современного танца.

## Биография
Луиза Бедар поздно начала заниматься балетом, она дебютировала в качестве танцовщицы. В 1983 году она завоевала национальную балетную премию Жаклин-Лёмьё. С того же 1983 года она начала работать хореографом, а в 1990 году основала собственную балетную компанию. В 1996 году она получила премию Rencontres chorégraphiques internationales de Seine-Saint-Denis (Баньоле, Франция) за секстет Dans les fougères foulées du regard. В 1997 году она получила приз танцевальных пьес Jean A. Chalmers за свои соло Cartes postales de Chimère и секстет Dans les fougères foulées du regard. Эту награду она получила за вклад в творчество и свою интерпретацию в области танца, в Канаде. Позже, в 2005 году она становится финалистом и получает премию гран-при в Conseil des Arts de Montréal.

## Творчество
В своих постановках она часто вдохновляется образами других артистов, по преимуществу женщин (Тина Модотти, Ханна Хёх и др.).

## Постановки

### Соло
- 2005 : Ex-Libris
- 2003 : La Femme ovale
- 1999 : Tragédie miniature
- 1999 : Cascando
- 1997 : Créature
- 1996 : Cartes postales de Chimère
- 1995 : Elle ne se montre qu'aux siens
- 1992 : Manngärd
- 1991 : Dix stations
- 1990 : Quelque part
- 1990 :  Braise Blanche
- 1989 : M'A

### Дуэты
- 2004 : Vivement dimanche
- 2002 : Elles
- 2000 : Te souvient-il?
- 1992 : Salon des regards perdus
- 1989 : À l'ombre
- 1989 : Lapse

### Ансамбли
- 2010 : Curieux les uns des autres
- 2008 : Enfin vous zestes (sextuor)
- 2007 : Ces silences parmi les autres
- 2005 : Ce qu'il en reste (sextuor)
- 2005 : Seven Ways to Tell Time (trio)
- 2000 : Tanka (trio)
- 1999 : Urbania Box, je n'imagine rien (sextuor)
- 1997 : Esquisse à quatre mains pour quelques gestes inatendus (trio)
- 1995 : Dans les fougères foulées du regard (sextuor)
- 1994 : Promenade avec Walser (sextuor)
- 1993 : Vierge Noire (quintette)
- 1990 : Rive cour, rive jardin (quatuor)
- 1991 : Les Métamorphoses clandestines (quatuor)
- 1989 : F...électricité (trio)

## Педагогическая деятельность
Преподает в Университете Квебека в Монреале.

## Признание
Лауреат многих престижных национальных премий.